# Volker Caspari
Volker Caspari (* 18. September 1953 in Frankfurt am Main) ist ein deutscher Wirtschaftswissenschaftler. Von 1995 bis 2019 war er Professor für Volkswirtschaftslehre mit dem Fachgebiet Wirtschaftstheorie an der TU Darmstadt. Seit Oktober 2019 ist er Seniorprofessor für Volkswirtschaftslehre an der Goethe-Universität Frankfurt am Main.

## Leben
Volker Caspari studierte von 1972 bis 1977 Volkswirtschaftslehre an der Johann Wolfgang Goethe-Universität Frankfurt am Main. In den Jahren 1979 bis 1983 war er ebenda als Wissenschaftlicher Mitarbeiter am Lehrstuhl für Volkswirtschaftslehre bei Bertram Schefold tätig, wobei der Schwerpunkt seiner Arbeit im Bereich der Wirtschaftstheorie lag. 1983 wurde er zum Dr. rer. pol. promoviert. 1984 war er Theodor-Heuss-Lecturer an der New School University in New York. In Frankfurt am Main arbeitete er bis 1991 als Hochschulassistent für Volkswirtschaftslehre. 1991 habilitierte er sich und war nach Ernennung zum Privatdozenten und Erteilung der Lehrberechtigung für das Fach Volkswirtschaftslehre von 1992 bis 1995 Vertretungsprofessor für Volkswirtschaftslehre an der Johann Wolfgang Goethe-Universität.
Von 1995 bis September 2019 war Volker Caspari Professor für Volkswirtschaftslehre mit dem Fachgebiet Wirtschaftstheorie an der TU Darmstadt. Dort war er von 1999 bis 2000 Dekan des Fachbereiches Rechts- und Wirtschaftswissenschaften, von 2003 bis 2004 Direktor des Volkswirtschaftlichen Instituts, von 2004 bis 2006 Studiendekan des Fachbereichs Rechts- und Wirtschaftswissenschaften und von 2009 bis 2018 Vorsitzender des Prüfungsausschusses des gleichen Fachbereichs.
In Darmstadt hielt er Vorlesungen zu Mikroökonomie, Makroökonomie, Industrieökonomik sowie Wachstumstheorie und -empirie. Daneben war er Lehrbeauftragter für „Geschichte des ökonomischen Denkens“ an der Goethe-Universität in Frankfurt am Main und an der Ruprecht-Karls-Universität in Heidelberg. Gegenwärtig hält er Vorlesungen über langfristige Wirtschaftsentwicklung und Wachstumstheorie sowie zu den Historischen und Normativen Grundlagen der Ökonomik.

## Mitgliedschaften und Funktionen
2003 gründete Caspari zusammen mit anderen Hochschullehrern die Keynes-Gesellschaft.
Von Juni 2014 bis Juni 2018 war er Vorsitzender des Ausschusses „Geschichte der Wirtschaftswissenschaften“ im Verein für Socialpolitik der deutschen Ökonomenvereinigung.

## Positionen
In einer Untersuchung von über 57 Bachelor-Studiengängen in Volkswirtschaftslehre kommt das Netzwerk Plurale Ökonomik zu dem Ergebnis, dass nur 1,3 Prozent der Lehrveranstaltungen „reflexiv“ sind, also Fächer wie Geschichte des ökonomischen Denkens, Wirtschaftsethik, Wissenschaftstheorie und Wirtschaftsgeschichte betreffen. BWL und Jura stünden auch im internationalen Vergleich in Deutschland zu sehr im Vordergrund. Caspari äußerte dazu in einem Artikel der FAZ: „In VWL-Studiengängen ist zu allererst [sic!] zu viel BWL enthalten. Würde man sie reduzieren, entstände automatisch Raum für Theoriegeschichte und Wirtschaftsgeschichte.“ Die Überbetonung von BWL und Jura sei skandalös und ein „Etikettenschwindel.“ Es fehlten reflexive Fächer.

## Veröffentlichungen
Volker Caspari ist Autor von acht Büchern, zehn Aufsätzen in referierten Zeitschriften und zahlreicher Beiträge zu Sammelbänden und Handbüchern sowie Rezensionen. Zudem war er Teilnehmer mehrerer Fachkonferenzen. (Stand: Juli 2009)
Sein neuestes Buch hat den Titel Ökonomik und Wirtschaft, Springer, Berlin 2019. Es behandelt die Entwicklung der Ökonomik von der griechischen Antike bis in die Gegenwart aus einer koevolutioären Perspektive.
als Herausgeber
mit Bertram Schefold: Wohin steuert die ökonomische Wissenschaft? Ein Methodenstreit in der Volkswirtschaftslehre, Reihe: Normative Orders, Nr. 3; Campus Verlag, Frankfurt am Main 2011, ISBN 978-3-593-39383-4.